# 84 км (роз'їзд)
84 кіломе́тр — пасажирський залізничний роз'їзд Луганської дирекції Донецької залізниці.
Розташований на заході смт Родакове, Слов'яносербський район, Луганської області на лінії Родакове — Сіверськ між станціями Родакове (5 км) та Зимогір'я (8 км).
Через військову агресію Росії на сході Україні транспортне сполучення припинене, водночас Яндекс.Розклади вказує на наявність руху електричок .